# Сталежи
а
Сталежи (енгл. Estates of the realm) познати и као државни сталежи или три сталежа, били су основни слојеви у друштвеној хијерархији у хришћанској Европи од средњег века до Француске револуције (1789).

## Специфичности и разлике
Овај систем делио је све становнике државе у три или четири сталежа: у Краљевини Француској, државу су чинили свештенство (Први сталеж), племство (Други сталеж) и Трећи сталеж, који су чинили буржоазија и сељаштво. У Скандинавији и Русији, грађани (градски трговци) били су одвојени од сељака који су чинили најнижи, Четврти сталеж. Уз то, сиротиња без поседа била је изван сталежа и без политичких права.
У Енглеској се развио систем од два сталежа: племство и свештенство чинили су племићки сталеж (енгл. lordly estate), док су грађани и сељаци чинили "простачки" сталеж (енгл. commons). Овај систем произвео је дводомни Парламент у Енглеској, који се састоји од Доњег дома (енгл. House of Commons) и Дома лордова (енгл. House of Lords).
У Немачкој (Светом римском царству) постојала су три сталежа: племство (кнезови и високо свештенство), витезови и грађани. У Шкотској, три сталежа били су свештенство (Први сталеж), племство (Други сталеж) и посланици округа (енгл. Shire Commissioners) или грађани (енгл. burghers) - Трећи сталеж, који је заступао буржоазију, средњу и нижу класу. Сви сталежи образовали су Шкотски Парламент.

## Залеђина
Након пада Западног римског царства, међу ендемским народима Европе развила су се бројна географска и етничка краљевства, што је утицало на свакодневни секуларни живот. Заједно са тим, растући утицај католичке цркве и њеног папства утицао је на етичке, моралне и верске животе и одлуке свих. Ово је довело до међусобне зависности између секуларних и религиозних власти у погледу вођења и заштите, али током времена и са растућом моћи краљевстава, конкурентне секуларне стварности су све више одступале од верског идеализма и црквених одлука.
Нови господари земље су се првенствено идентификовали као ратници, али пошто су нове технологије ратовања биле скупе, а борцима су била потребна знатна материјална средства и доста слободног времена за обуку, ове потребе су морале бити испуњене. Економску и политичку трансформацију села у том периоду испунили су велики раст становништва, пољопривредне производње, технолошких иновација и урбаних центара; Покрети реформе и обнове настојали су да изоштравају разлику између клерикалног и лаичког статуса, а утицаја је имала и власт коју је признала црква.
У својој књизи Три реда: замишљено феудално друштво, француски медиевиста Жорж Диби показао је да је у периоду 1023–1025. први теоретичар који је оправдао поделу европског друштва на три сталежа царства био Жерард Флоренски, бискуп Камбре.
Као резултат контроверзе о инвеститури касног 11. и раног 12. века, моћна функција цара Светог римског царства изгубила је велики део свог религиозног карактера и задржала номиналнију универзалну предност над другим владарима, иако је варирала. Борба око инвеституре и реформског покрета је такође легитимисала све секуларне власти, делимично на основу њихове обавезе да спроводе ред.
У 11. и 12. веку мислиоци су тврдили да се људско друштво састоји од три сталежа: оних који се моле, оних који се боре и оних који раде. Структура првог сталежа, свештенство, успостављена је до 1200. године и остала је појединачно нетакнута све до верских реформи у 16. веку. Други сталеж, они који се боре, био је ранг политички моћних, амбициозних и опасних. Краљеви су се потрудили да се овај сталеж не одупире њиховом ауторитету. Општа категорија оних који раде (посебно оних који нису били витешки ратници или племићи) се након 11. века брзо диверзификовала у живахне и енергичне светове сељака, вештих занатлија, трговаца, финансијера, лаичких професионалаца и предузетника, који су заједно покретали европску економију до њених највећих достигнућа.
До 12. века већина европских политичких мислилаца се сложила да је монархија идеалан облик владавине. То је било зато што је на земљи опонашан модел који је Бог поставио за универзум; то је био облик владавине старих Јевреја и хришћанске библијске основе, каснијег Римског царства, а такође и народа који су наследили Рим после 4. века.

## Краљевина Француска
Француска под старим поретком (пре Француске револуције) делила је друштво на три сталежа: први сталеж (свештенство); други сталеж (племство); и трећи сталеж (обични људи). Краљ се сматрао вансталешким чиниоцем.

### Први сталеж
Први сталеж је обухватао целокупно свештенство и вернике, традиционално подељено на „више“ и „ниже“ свештенство. Иако није било формалног разграничења између ове две категорије, више свештенство је заправо било клерикално племство, из породица другог сталежа. У време Луја XVI, сваки бискуп у Француској био је племић, што није био случај пре 18. века.

### Други сталеж
Други сталеж (фр. deuxieme état) је био француско племство и (технички, иако није у уобичајеној употреби) краљевска породица, осим самог монарха, који је стајао изван система сталежа.
Други сталеж се традиционално дели на noblesse d'épée („племство мача“) и noblesse de robe („племство огртача“), магистратски слој који је управљао краљевским судством и грађанском владом.
Други сталеж је чинио отприлике 1,5% становништва Француске. Под ancien régime („стара владавина/стара влада“), други сталеж је био изузет од corvée royale (присилног рада на путевима) и већине других облика опорезивања као што је gabelle (порез на со) и најважније, taille (најстарији облик директног опорезивања). Ово ослобађање од плаћања пореза довело је до њихове невољности да се реформишу.

### Трећи сталеж
Трећи сталеж (Tiers état) је обухватао све оне који нису били припадници ниједног од горе наведених и могу се поделити у две групе, урбане и руралне, које су заједно чиниле преко 98% становништва Француске. Урбана група је обухватала најамне раднике. Сеоска група је укључивала слободне сељаке (који су поседовали сопствену земљу) који су могли бити просперитетни и слуге (кметове или сељаке који су радили на племићкој земљи). Слободни сељаци су плаћали несразмерно високе порезе у поређењу са другим сталежима и били су незадовољни јер су желели више права. Поред тога, први и други сталеж су се ослањали на рад трећег, што је чинило инфериорни статус потоњег још очигледнијим.
Они су имали тежак живот физичког рада и несташице хране. Већина је рођена у овој групи и умрла као њен део. Било је изузетно ретко да људи овог приписаног статуса пређу у неки други сталеж. Они који су то учинили успели су због тога што су добили признање за њихову изузетну храброст у борби или су ушли у верски живот. Мали број обичних људи је могао да се ожени у другом сталежу, али се то јављало као ретка појава.

### Општи сталеж
Први општи сталеж (не мешати са „класом грађана”) је заправо била општа скупштина грађана коју је сазвао Филип IV 1302.
У периоду који је претходио Генералном сталежу 1789. године, Француска је била у рукама неконтролисаног јавног дуга. У мају 1776, министар финансија Тургот је смењен, пошто није успео да спроведе реформе. Следеће године, Жак Некер, странац, именован је за главног контролора финансија. Он није могао постати званични министар, јер је био протестант. Драстична инфлација и широка несташица хране помогли су да се изазове огромна глад у зиму 1788-89. То је довело до широко распрострањеног народног незадовољства и произвело групу представника трећег сталежа (тачно 612) који су вршили притисак за релативно радикалан скуп реформи, углавном у складу са циљевима министра финансија Жака Некера, али веома супротно жељама двора Луја XVI и многих наследних племића који формирају његове савезнике из другог сталежа (барем савезници против преузимања више пореза на себе и поборници задржавања неједнаког опорезивања обичних људи).
До јуна, када је наставак ћорсокака довео до даљег погоршања односа, генерални сталеж је прво реконституисан као Народна скупштина (17. јун 1789. године) тражећи решење независно од краљевог управљања састанцима генералног сталежа који је наставио да се повремено састаје. Ови самоорганизовани састанци се данас дефинишу као епохални догађај који почиње историјску епоху (еру) Француске револуције, током које је – након још неколико недеља грађанских немира – тело преузело нови статус револуционарног законодавног тела, Националне уставотворне скупштине (9. јул 1789).
Ово јединствено тело састављено од бивших представника три сталежа који су ступили на власт заједно са комитетом за хитне случајеве у вакууму моћи који је постојао након што је Бурбонска монархија побегла из Париза. У саставу Скупштине је био и Максимилијан Робеспјер, утицајни председник јакобинаца који ће годинама касније постати инструменталан у турбулентном периоду насиља и политичких преокрета у Француској познатом као Владавина терора (5. септембар 1793 – 28. јул 1794).